# هانك باترسون
هانك باترسون (بالإنجليزية: Hank Patterson)‏ هو موسيقي وممثل أمريكي، ولد في 9 أكتوبر 1888 في الولايات المتحدة، وتوفي بنفس المكان في 23 أغسطس 1975 بسبب ذات الرئة.

## أعمال

### مسلسلات
- غرين أيكرز

## وصلات خارجية
- هانك باترسون على موقع IMDb (الإنجليزية)
- هانك باترسون على موقع ألو سيني (الفرنسية)
- هانك باترسون على موقع أول موفي (الإنجليزية)
- هانك باترسون على موقع قاعدة بيانات الأفلام السويدية (السويدية)
- هانك باترسون على موقع قاعدة بيانات الفيلم (الإنجليزية)
- هانك باترسون على موقع كينوبويسك (الروسية)